# Albert W. Jefferis

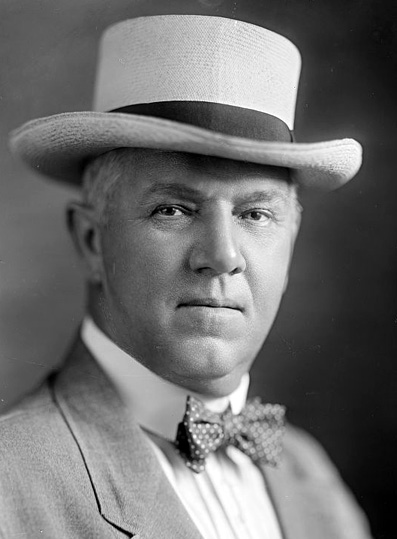
Albert W. Jefferis

Albert Webb Jefferis (* 7. Dezember 1868 bei Embreeville, Chester County, Pennsylvania; † 14. September 1942 in Omaha, Nebraska) war ein US-amerikanischer Politiker. Zwischen 1919 und 1923 vertrat er den zweiten Wahlbezirk des Bundesstaates Nebraska im US-Repräsentantenhaus.

## Werdegang
Albert Jefferis besuchte die öffentlichen Schulen in Romansville und danach die State Normal School in West Chester. Anschließend arbeitete Jefferis drei Jahre lang als Lehrer, ehe er an der University of Michigan in Ann Arbor Jura studierte. Nach seiner 1893 erfolgten Zulassung als Rechtsanwalt begann er in Omaha in diesem Beruf zu arbeiten.
Jefferis war Mitglied der Republikanischen Partei. Er war in Nebraska im Vorstand der Partei und das sowohl auf Staatsebene als auch in einigen Bezirken. Zwischen 1896 und 1898 war er stellvertretender Bezirksstaatsanwalt. Im Jahr 1908 kandidierte Jefferis erfolglos für einen Sitz im Kongress. 1910 war er Vorsitzender des Parteitags der Republikaner von Nebraska.
1918 wurde Jefferis in das US-Repräsentantenhaus gewählt. Dabei konnte er den Amtsinhaber Charles O. Lobeck schlagen. Nachdem er bei den Wahlen des Jahres 1920 in seinem Amt bestätigt wurde, konnte er bis zum 3. März 1923 zwei Legislaturperioden im Kongress absolvieren. Im Jahr 1922 verzichtete er auf eine erneute Kandidatur. Stattdessen bewarb er sich erfolglos um einen Sitz im US-Senat.
Nach dem Ende seiner Zeit im Kongress in Washington, D.C. arbeitete Jefferis wieder als Rechtsanwalt in Omaha. Im Jahr 1924 war er Delegierter zur Republican National Convention in Cleveland, auf der Präsident Calvin Coolidge für eine weitere Amtszeit nominiert wurde. Jefferis unterstützte den Wahlkampf von Coolidge und organisierte einen Autokorso des Präsidenten von Vermont bis in den Staat Washington. Im Jahr 1940 scheiterte Albert Jefferis in den Vorwahlen seiner Partei, als er die Nominierung für die Senatswahlen anstrebte. Er starb zwei Jahre später in Omaha.